# Panna Udvardy
Panna Udvardy, née le 28 septembre 1998 à Kaposvár, est une joueuse de tennis hongroise professionnelle depuis 2016.

## Carrière
Panna Udvardy conclut son passage sur le circuit ITF Junior à la 15e place mondiale en octobre 2016 avec pour principal résultat une victoire au Banana Bowl à São Paulo. Elle a connu plus de succès en double avec 11 titres dont le Championnat de Porto Alegre avec Dayana Yastremska.
Après quatre saisons passées à stagner autour de la 350e place mondiale, elle se révèle en 2021 au cours d'une tournée sud-américaine où elle remporte tout d'abord un tournoi à Rio do Sul, puis atteint les demi-finales de l'Open d'Argentine. Fin novembre, elle atteint sa première finale en catégorie WTA 125 lors du tournoi de Montevideo, où elle élimine notamment Laura Pigossi avant de s'incliner contre Diane Parry. Elle enchaîne avec un titre à Brasilia et termine l'année dans le top 100.
En novembre 2022, elle remporte son 1er titre WTA 125 en simple au tournoi de Buenos Aires.

## Palmarès

### Titre en double dames
| No | Date       | Nom et lieu du tournoi   | Catégorie | Dotation  | Surface      | Partenaire       | Finalistes                 | Score    |          |
| -- | ---------- | ------------------------ | --------- | --------- | ------------ | ---------------- | -------------------------- | -------- | -------- |
| 1  | 14-07-2025 | UniCredit Iași Open Iași | WTA 250   | 275 094 $ | Terre (ext.) | Veronika Erjavec | María Carlé Simona Waltert | 7-5, 6-3 | Parcours |

### Finales en double dames
| No | Date       | Nom et lieu du tournoi             | Catégorie | Dotation  | Surface      | Vainqueures                       | Partenaire        | Score            |          |
| -- | ---------- | ---------------------------------- | --------- | --------- | ------------ | --------------------------------- | ----------------- | ---------------- | -------- |
| 1  | 10-01-2022 | Sydney Tennis Classic Sydney       | WTA 500   | 703 580 $ | Dur (ext.)   | Anna Danilina Beatriz Haddad Maia | Vivian Heisen     | 4-6, 7-5, [10-8] | Parcours |
| 2  | 18-07-2022 | 33° Palermo Ladies Open Palerme    | WTA 250   | 251 750 $ | Terre (ext.) | Anna Bondár Kimberley Zimmermann  | Amina Anshba      | 6-3, 6-2         | Parcours |
| 3  | 09-01-2023 | Tournoi de tennis de Hobart Hobart | WTA 250   | 259 303 $ | Dur (ext.)   | Kirsten Flipkens Laura Siegemund  | Viktorija Golubic | 6-4, 7-5         | Parcours |

### Titre en simple en WTA 125
| No | Date       | Nom et lieu du tournoi          | Catégorie | Dotation  | Surface      | Finaliste     | Score    |          |
| -- | ---------- | ------------------------------- | --------- | --------- | ------------ | ------------- | -------- | -------- |
| 1  | 15-11-2022 | Buenos Aires Open, Buenos Aires | WTA 125   | 115 000 $ | Terre (ext.) | Danka Kovinić | 6-4, 6-1 | Parcours |

### Finales en simple en WTA 125
| No | Date       | Nom et lieu du tournoi                                    | Catégorie | Dotation  | Surface      | Vainqueure  | Score         |          |
| -- | ---------- | --------------------------------------------------------- | --------- | --------- | ------------ | ----------- | ------------- | -------- |
| 1  | 15-11-2021 | Montevideo Open, Montevideo                               | WTA 125   | 115 000 $ | Terre (ext.) | Diane Parry | 6-3, 6-2      | Parcours |
| 2  | 01-08-2022 | BCR Iași Open, Iași                                       | WTA 125   | 115 000 $ | Terre (ext.) | Ana Bogdan  | 6-2, 3-6, 6-1 | Parcours |
| 3  | 06-06-2023 | Open Internacional Femeni Solgironès, La Bisbal d'Empordà | WTA 125   | 115 000 $ | Terre (ext.) | Arantxa Rus | 7-62, 6-3     | Parcours |
| 4  | 03-06-2024 | Open delle Puglie, Bari                                   | WTA 125   | 115 000 $ | Terre (ext.) | Anca Todoni | 6-4, 6-0      | Parcours |

### Titres en double en WTA 125
| No | Date       | Nom et lieu du tournoi              | Catégorie | Dotation  | Surface      | Partenaire        | Finalistes                        | Score            |          |
| -- | ---------- | ----------------------------------- | --------- | --------- | ------------ | ----------------- | --------------------------------- | ---------------- | -------- |
| 1  | 10-05-2022 | Liqui Moly Open Karlsruhe Karlsruhe | WTA 125   | 115 000 $ | Terre (ext.) | Mayar Sherif      | Yana Sizikova Alison Van Uytvanck | 5-7, 6-4, [10-2] | Parcours |
| 1  | 10-07-2023 | Nordea Open Båstad                  | WTA 125   | 115 000 $ | Terre (ext.) | Irina Khromacheva | Eri Hozumi Jang Su-jeong          | 4-6, 6-3, [10-5] | Parcours |

### Finales en double en WTA 125
| No | Date       | Nom et lieu du tournoi            | Catégorie | Dotation  | Surface      | Vainqueures                   | Partenaire     | Score            |          |
| -- | ---------- | --------------------------------- | --------- | --------- | ------------ | ----------------------------- | -------------- | ---------------- | -------- |
| 1  | 01-08-2022 | BCR Iași Open Iași                | WTA 125   | 115 000 $ | Terre (ext.) | Darya Astakhova Andreea Roșca | Réka Luca Jani | 7-5, 5-7, [10-7] | Parcours |
| 2  | 12-09-2022 | Țiriac Foundation Trophy Bucarest | WTA 125   | 115 000 $ | Terre (ext.) | Aliona Bolsova Andrea Gámiz   | Réka Luca Jani | 7-5, 6-3         | Parcours |

## Parcours en Grand Chelem

### En simple dames
| Année | Open d'Australie | Open d'Australie  | Internationaux de France | Internationaux de France | Wimbledon       | Wimbledon       | US Open         | US Open          |
| ----- | ---------------- | ----------------- | ------------------------ | ------------------------ | --------------- | --------------- | --------------- | ---------------- |
| 2021  | —                | —                 | —                        | —                        | Q2              | Camila Osorio   | Q1              | Rebecca Marino   |
| 2022  | 1er tour (1/64)  | Victoria Azarenka | 1er tour (1/64)          | Fernanda Contreras       | 2e tour (1/32)  | Elise Mertens   | Q1              | Varvara Flink    |
| 2023  | 1er tour (1/64)  | Camila Osorio     | 1er tour (1/64)          | Iryna Shymanovich        | 1er tour (1/64) | Aryna Sabalenka | 1er tour (1/64) | Ajla Tomljanović |
| 2024  | Q1               | Arianne Hartono   | 1er tour (1/64)          | Anastasia Pavlyuchenkova | 1er tour (1/64) | Anna Kalinskaya | —               | —                |
| 2025  | Q2               | Destanee Aiava    | Q2                       | Ella Seidel              | Q3              | Petra Martić    |                 |                  |

N.B. : à droite du résultat se trouve le nom de l'ultime adversaire.

### En double dames
| 2022 | —                                                                                  | —                                                                            | 1er tour (1/32) V. Heisen \|\| style="text-align:left;" \| M. Doi A. Tomljanović | 1er tour (1/32) K. Christian \|\| style="text-align:left;" \| N. Melichar E. Perez | 1er tour (1/32) T. Zidanšek \|\| style="text-align:left;" \| L. Kichenok J. Ostapenko |   |
| 2023 | 1er tour (1/32) A. Bolsova \|\| style="text-align:left;" \| T. Babos K. Mladenovic | 2e tour (1/16) Y. Bonaventure \|\| style="text-align:left;" \| Xu Y. Yang Z. | —                                                                                | —                                                                                  | —                                                                                     | — |

N.B. : le nom de la partenaire se trouve sous le résultat ; les noms des ultimes adversaires se trouvent à droite.

## Parcours en WTA 1000
Les tournois WTA « Premier Mandatory » et « Premier 5 » (entre 2009 et 2020) et WTA 1000 (à partir de 2021) constituent les catégories d'épreuves les plus prestigieuses, après les quatre levées du Grand Chelem. 

De 2009 à 2023, les tournois Premier Mandatory (dits tournois WTA 1000 obligatoires entre 2021 et 2023) regroupent Indian Wells, Miami, Madrid et Pékin, les autres constituant les tournois Premier 5 (tournois WTA 1000 non-obligatoires). À partir de 2024, le nombre de tournois WTA 1000 passe à 10 par saison (fin de l’alternance Doha / Dubaï), ces derniers devenant tous obligatoires et offrant tous 1000 points à la vainqueure (contre 900 points précédemment pour les tournois Premier 5).

### En simple dames
| Année |       |              |                |        |                             |                             |            |       |             |                 |  |  |
| Doha  | Dubaï | Indian Wells | Miami          | Madrid | Rome                        | Canada                      | Cincinnati | Pékin |             | Wuhan           |  |  |
| Doha  | Dubaï | Indian Wells | Miami          | Madrid | Rome                        | Canada                      | Cincinnati | Pékin | Guadalajara |                 |  |  |
| Doha  | Dubaï | Indian Wells | Miami          | Madrid | Rome                        | Canada                      | Cincinnati | Pékin |             |                 |  |  |
| 2022  |       |              | Hors catégorie |        | 1er tour (1/64) S. Stephens |                             |            |       |             | Hors calendrier |  |  |
|       |       |              |                |        |                             |                             |            |       |             |                 |  |  |
| 2025  |       |              |                |        |                             | 1er tour (1/64) A. Blinkova |            |       |             |                 |  |  |

Sous le résultat, l’ultime adversaire.
1. 1 2   Les tournois de Doha et Dubaï alternent le statut de tournoi WTA 1000 (ex Premier 5) entre 2009 et 2023 : les trois premières éditions ont lieu à Dubaï, les trois suivantes à Doha, puis Dubaï accueille le tournoi de cette catégorie les années impaires et Dubaï les années paires. De 2011 à 2023, la ville qui n’accueille pas de WTA 1000 organise à la place un tournoi WTA 500 (ex Premier).
2. 1 2 3 4 5 6 7   L’ordre de déroulement des tournois a évolué depuis 2009 : Rome se dispute avant Madrid et Cincinnati avant Montréal/Toronto jusqu’en 2010, tandis que Tokyo/Wuhan/Guadalajara ont lieu avant Pékin jusqu’en 2023.
3. ↑  Le 1er décembre 2021, le président de la WTA, Steve Simon, annonce que tous les tournois prévus en Chine et à Hong Kong sont suspendus à partir de 2022, en raison de préoccupations concernant la sécurité et le bien-être de la joueuse de tennis chinoise Peng Shuai après ses allégations de relations sexuelles non-consenties avec Zhang Gaoli, membre de haut rang du Parti communiste chinois. Le tournoi de Pékin revient en 2023. Le tournoi de Guadalajara remplace celui de Wuhan pendant deux ans, ce dernier réapparaissant en 2024.

## Classements WTA en fin de saison
| Année          | 2016 | 2017 | 2018 | 2019 | 2020 | 2021 | 2022 | 2023 | 2024 |
| Rang en simple | 1034 | 360  | 443  | 470  | 352  | 115  | 83   | 140  | 159  |
| Rang en double | 1068 | 419  | 354  | 543  | 438  | 244  | 71   | 165  | 688  |

Source : (en) Classements de Panna Udvardy sur le site officiel de la Fédération internationale de tennis